# Cantone di Saint-Paul-de-Fenouillet
Il Cantone di Saint-Paul-de-Fenouillet era una divisione amministrativa dell'arrondissement di Perpignano.
È stato soppresso a seguito della riforma complessiva dei cantoni del 2014, che è entrata in vigore con le elezioni dipartimentali del 2015.
Comprendeva i comuni di:
- Ansignan
- Caudiès-de-Fenouillèdes
- Fenouillet
- Fosse
- Lesquerde
- Maury
- Prugnanes
- Saint-Arnac
- Saint-Martin
- Saint-Paul-de-Fenouillet
- Vira